# Muela (hórreo)

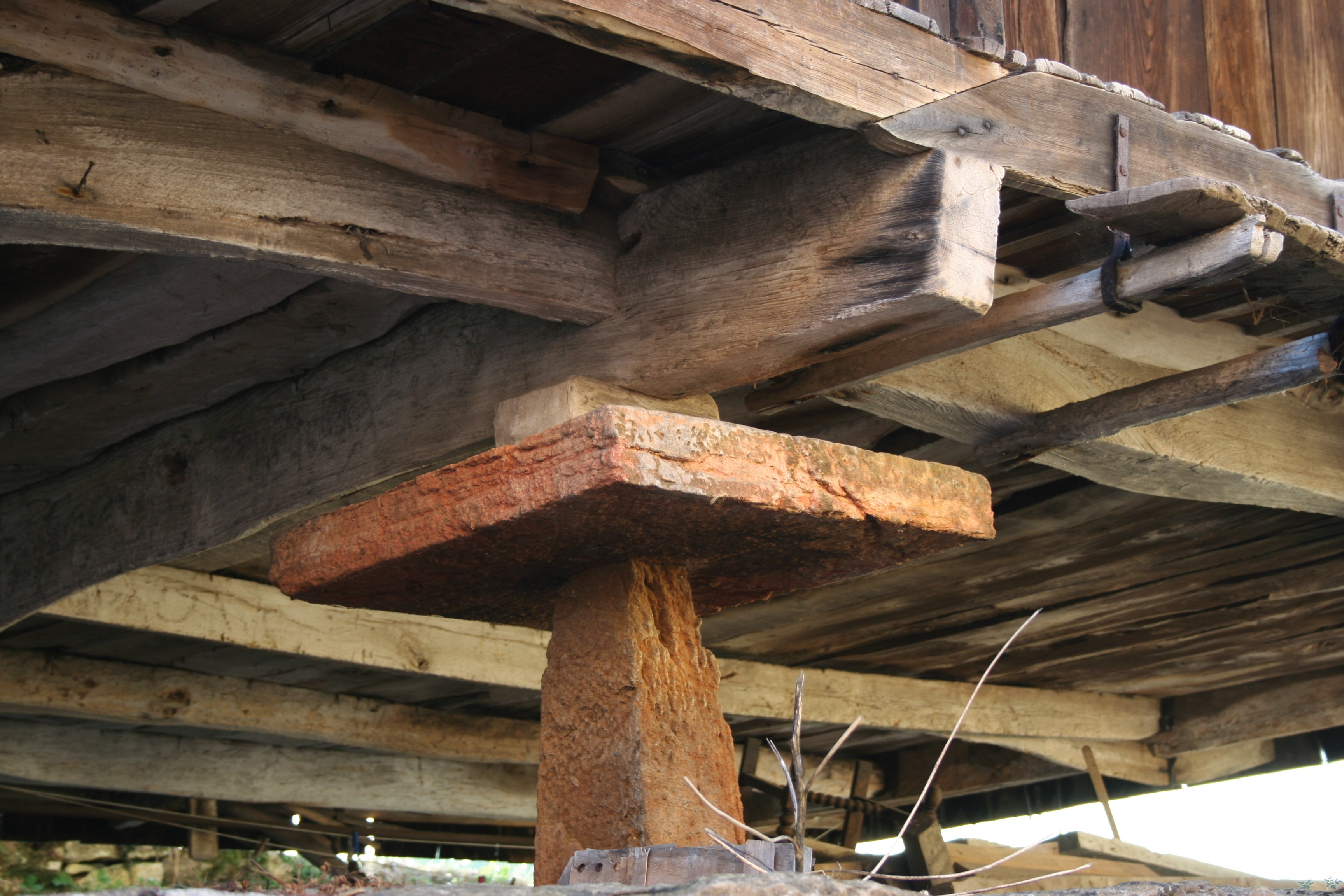
Detalle de la muela, el tillau y el pegollo de una panera de Oviedo.

La muela en un hórreo o panera es una piedra plana de forma rectangular, cuadrada o redonda que descansa sobre el pegollo y sirve como apoyo del tillau de la construcción. En Galicia reciben el nombre de tornarratos.
- Datos: Q7596069
- Multimedia: Staddle stones / Q7596069